# 梁道夫
梁道夫，别号秋人，又名杨达夫:148，黄埔军校第四期韩裔俄炮教官，中共党员，广州起义期间曾任叶挺的参谋:313:81:361。

## 生平
梁道夫出生于俄国滨海边疆区。1920年初，他曾在伊曼任高丽义兵队（韩国义勇军，后被改编为苏俄红军特别步兵大队）任俄语翻译官。1922年夏，他入莫斯科陆军士官学校学习。毕业后，他随苏俄军事顾问团一起来到黄埔军校训练部，任第四期俄炮教官:148。大革命时期，他曾在河南负责张发奎的炮兵，并改编了一支被俘虏的张学良炮兵部队:162。
1927年12月11日凌晨，梁道夫以炮兵参谋的身份与叶挺等起义领导人一起在广州市城北四标营教导团驻地处决了15名反动分子，打响广州起义第一枪。此后，他和叶挺一起指挥攻打了沙河步兵团和燕塘炮兵团的战斗。起义军在天亮前迅速拿下这两场战斗，并收缴了炮团的武器。梁道夫在处理善后工作时发现被俘炮兵并不愿为国民党卖命，于是就动员他们加入了起义队伍:360-361:313:81-82。此后，在攻打國民革命軍第四軍军部的战斗中，他亲自發炮，击中第四军军部司令部大楼，有力支持了起义部队围攻第四军司令部，立下战功:315:82。
据《彭湃年谱》记载，1928年1月25日中共东江特委在海丰县创办东江党校时，梁道夫任教官并于1月26日做了讲演:389-390。此后，梁道夫下落不明:162。